# Amangali Bekbolatov
Amangali Bekbolatov (10 luglio 1996) è un lottatore kazako, specializzato nella lotta greco romana.

## Palmarès
- Campionati asiatici

Ulaanbaatar 2022: argento nei 55 kg.